# A magyar labdarúgó-válogatott mérkőzései 2016-ban
Ez a magyar labdarúgó-válogatott 2016-os mérkőzéseiről szóló cikk. Tizenkettő mérkőzés ismert.
Négy barátságos, négy Európa-bajnoki mérkőzés, további négy összecsapás 2018-as világbajnoki selejtező.

## Eredmények
903. mérkőzés – Barátságos
| 2016. március 26. 18:00 |

| Magyarország                                 | 1 – 1                         | Horvátország                                     |
| -------------------------------------------- | ----------------------------- | ------------------------------------------------ |
| Dzsudzsák 79' Gera 77' Szalai 81' Korhut 89' | (0 – 1) Jegyzőkönyv Részletek | Mandžukić 29' Ćorluka 45+2' Vida 49' Perišić 63' |

| Groupama Aréna, Budapest Nézőszám: 20 300 Játékvezető: Radek Prihoda (cseh) |

904. mérkőzés – Barátságos
| 2016. május 20. 18:00 |

| Magyarország | 0 – 0                 | Elefántcsontpart |
| ------------ | --------------------- | ---------------- |
|              | Jegyzőkönyv Részletek | Bagayoko 19'     |

| Groupama Aréna, Budapest Nézőszám: 19 900 Játékvezető: Vlado Glodjovics (szerb) |

905. mérkőzés – Barátságos
| 2016. június 4. 18:00 |

| Németország                           | 2 – 0                         | Magyarország                |
| ------------------------------------- | ----------------------------- | --------------------------- |
| Lang 39' (öngól) Müller 63' Kroos 36' | (1 – 0) Jegyzőkönyv Részletek | Kleinheisler 42' Gera 90+1' |

| Veltins-Arena, Gelsenkirchen Nézőszám: 52 104 Játékvezető: Martin Strömbergsson (svéd) |

906. mérkőzés – 2016-os labdarúgó-Európa-bajnokság
| 2016. június 14. 18:00 |

| Ausztria     | 0 – 2                         | Magyarország                      |
| ------------ | ----------------------------- | --------------------------------- |
| Dragović 66′ | (0 – 0) Jegyzőkönyv Részletek | Szalai 63' Stieber 87' Németh 80' |

| Stade Bordeaux-Atlantique, Bordeaux Nézőszám: 34 424 Játékvezető: Clément Turpin (francia) |

907. mérkőzés – 2016-os labdarúgó-Európa-bajnokság
| 2016. június 18. 18:00 |

| Izland                                                                  | 1 – 1                         | Magyarország                                                |
| ----------------------------------------------------------------------- | ----------------------------- | ----------------------------------------------------------- |
| Sigurðsson 39' (11-esből) Guðmundsson 42' Finnbogason 75' Sævarsson 77' | (1 – 0) Jegyzőkönyv Részletek | Sævarsson 88' (öngól) Kádár 81' Kleinheisler 83' Nagy 90+1' |

| Stade Vélodrome, Marseille Nézőszám: 60 842 Játékvezető: Szergej Karaszjov (orosz) |

908. mérkőzés – 2016-os labdarúgó-Európa-bajnokság
| 2016. június 22. 18:00 |

| Magyarország                                              | 3 – 3                         | Portugália                  |
| --------------------------------------------------------- | ----------------------------- | --------------------------- |
| Gera 19' 34' Dzsudzsák 47' 55' 56' Guzmics 13' Juhász 28' | (1 – 1) Jegyzőkönyv Részletek | Nani 42' C. Ronaldo 50' 62' |

| Stade des Lumières, Lyon Nézőszám: 55 514 Játékvezető: Martin Atkinson (angol) |

909. mérkőzés – 2016-os labdarúgó-Európa-bajnokság
| 2016. június 26. 21:00 |

| Magyarország                             | 0 – 4                         | Belgium                                                                                   |
| ---------------------------------------- | ----------------------------- | ----------------------------------------------------------------------------------------- |
| Kádár 34' Lang 47' Elek 61' Szalai 90+2' | (0 – 1) Jegyzőkönyv Részletek | 10' Alderweireld 78' 90' Batshuayi 80' Hazard 90+1' Carrasco 68' Vermaelen 90+2' Fellaini |

| Stadium Municipal, Toulouse Nézőszám: 38 921 Játékvezető: Milorad Mažić (szerb) |

910. mérkőzés – 2018-as labdarúgó-világbajnokság-selejtező
| 2016. szeptember 6. 20:45 (CEST) |

| Feröer          | 0 – 0                 | Magyarország                         |
| --------------- | --------------------- | ------------------------------------ |
| Benjaminsen 53' | Jegyzőkönyv Részletek | 11' Kádár 42' Kleinheisler 80' Fiola |

| Tórsvøllur Stadion, Tórshavn Játékvezető: Slavko Vinčić (szlovén) |

911. mérkőzés – 2018-as labdarúgó-világbajnokság-selejtező
| 2016. október 7. 20:45 |

| Magyarország   | 2 – 3                         | Svájc                                                              |
| -------------- | ----------------------------- | ------------------------------------------------------------------ |
| Szalai 53' 71' | (0 – 0) Jegyzőkönyv Részletek | 51' Seferović 67' Rodríguez 88' Stocker 80' Džemaili 90+2' Behrami |

| Groupama Aréna, Budapest Nézőszám: 21 000 Játékvezető: Björn Kuipers (holland) |

912. mérkőzés – 2018-as labdarúgó-világbajnokság-selejtező
| 2016. október 10. 20:45 |

| Lettország                                            | 0 – 2                         | Magyarország                     |
| ----------------------------------------------------- | ----------------------------- | -------------------------------- |
| Ikaunieks 34' Šabala 72' Zjuzins 81' Karašausks 90+3' | (0 – 1) Jegyzőkönyv Részletek | 10' Gyurcsó 77' Szalai 15' Kádár |

| Skonto stadion, Riga Nézőszám: 4 715 Játékvezető: Pawel Gil (lengyel) |

913. mérkőzés – 2018-as labdarúgó-világbajnokság-selejtező
| 2016. november 13. 18:00 |

| Magyarország                                                         | 4 – 0                         | Andorra |
| -------------------------------------------------------------------- | ----------------------------- | ------- |
| Gera 34' Lang 43' Gyurcsó 73' Szalai 88' Kleinheisler 15' Korhut 35' | (2 – 0) Jegyzőkönyv Részletek |         |

| Groupama Aréna, Budapest Nézőszám: 20 000 Játékvezető: Christos Nicolaides (ciprusi) |

914. mérkőzés – Barátságos
| 2016. november 15. 19:45 |

| Magyarország | 0 – 2                         | Svédország                                    |
| ------------ | ----------------------------- | --------------------------------------------- |
|              | (0 – 1) Jegyzőkönyv Részletek | 29' Larsson 65' Thelin 19' Rohdén 87' Jansson |

| Groupama Aréna, Budapest Nézőszám: 17 000 Játékvezető: Paolo Valeri (olasz) |

| Előző év: 2015 | A magyar labdarúgó-válogatott mérkőzései 2010 és 2019 között | Következő év: 2017 |